# Морли, Тони
То́ни Мо́рли (англ. Tony Morley; 26 августа 1954, Ормскерк, Англия) — английский футболист, крайний нападающий.

## Карьера
Тони Морли — воспитанник клуба «Престон Норт Энд», за который он сыграл первые 4 сезона своей профессиональной карьеры. В 1976 за 100 000 фунтов перешёл в «Бернли», который играл в старом Втором дивизионе. В 1979 году за 200 000 фунтов стерлингов был куплен клубом из Первого дивизиона «Астон Виллой». В новом клубе он стал одним из ключевых игроков. Морли обладал хорошим дриблингом и дальним ударом. Его гол в ворота «Эвертона» в сезоне 1980/81 был признал голом года по версии BBC. Он сыграл важную роль в успехах «Астон Виллы» в начале 1980-х, став с ней чемпионом Англии в 1981 году, а также выиграл Кубок европейских чемпионов в 1982 и Суперкубок УЕФА в 1983. В это время он провёл 6 матчей за сборную Англии. Затем выступал в нескольких иностранных клубах, завершив карьеру в 1990 году.